# Querceta
Querceta is een plaats (frazione) in de Italiaanse gemeente Seravezza.